# 네패스아크
네패스아크(Nepes Ark Corp)는 시스템반도체 후공정 테스트 기업으로 전력관리반도체(PMIC), 디스플레이 구동칩(DDI), 모바일프로세서(AP) 등의 테스트 사업하는 대한민국의 기업이다 본사는 충북 청주시 청원구 오창읍 과학산업2로 587에 위치해 있으며 대표이사는 이병구이다.

## 역사
2019년 4월 네패스의 반도체 테스트 사업부문이 물적분할해 설립되었으며 2020년 11월 17일 코스닥에 상장하였다.

## 사업
전력관리반도체(PMIC), 디스플레이구동칩(DDI), 시스템온칩(SoC)

## 같이 보기
- 네패스

## 참고문헌
1. ↑  BNK투자 “네패스아크 목표주가 하향, 주요 고객사의 매출 전망 불확실”, 비즈니스 포스트, 2023-08-18
2. ↑  네패스아크 시스템반도체 테마 훈풍 '네패스아크' … 그룹사 기술경쟁력 부각, 투자자 관심 ', 비지니스리포트, 2023.09.21
3. ↑  네패스아크, 실적 바닥 지났지만…시스템LSI 먹구름, 이데일리, 2023-08-19